# Leucocoryne talinensis
Leucocoryne talinensis là một loài thực vật có hoa trong họ Amaryllidaceae. Loài này được Mansur & Cisternas mô tả khoa học đầu tiên năm 2005.